# Emma Bunton
Emma Lee Bunton, becenevén Baby Spice (London, 1976. január 21.) angol énekesnő, dalszerző, színésznő és televíziós személyiség. A Spice Girls angol együttes tagja volt.

## Diszkográfia

### Szólóalbumok
- A Girl Like Me (2001)
- Free Me (2004)
- Life in Mono (2006)
- My Happy Place (2019)

### Kislemezek
- "What Took You So Long" (2001)
- "Take My Breath Away" (2001)
- "We’re Not Gonna Sleep Tonight" (2001)
- "Free Me" (2003)
- "Maybe" (2003)
- "I’ll Be There" (2004)
- "Crickets Sing for Anamaria" (2004)
- "Downtown" (2006)
- "All I Need to Know" (2007)

## További információ
- Hivatalos oldal
- Emma Bunton a Facebookon
- Emma Bunton a PORT.hu-n (magyarul)
- Emma Bunton az Internetes Szinkronadatbázisban (magyarul)
- Emma Bunton az Internet Movie Database-ben (angolul)
- Emma Bunton a Rotten Tomatoeson (angolul)